# 你好基里巴斯党
你好基里巴斯党（基里巴斯语：Maurin Kiribati Party）是基里巴斯的一个已不存在的政党。
你好基里巴斯党成立于2007年。2016年1月，与联合同盟党合并组建关爱基里巴斯党。